# Twins (1988)
Twins (br Irmãos Gêmeos; pt Gémeos) é um filme americano de comédia lançado em 1988, produzido e dirigido por Ivan Reitman e estrelado por Arnold Schwarzenegger e Danny DeVito.

## Sinopse
Aos 35 anos de idade, Julius Benedict (Schwarzenegger)  é um homem forte, calmo, educado e um grande conhecedor de matemática, ciências e literatura e poesia que vive numa bela ilha e nunca conheceu o mundo exterior. Descobre através de seu pai de criação, o professor Werner, as circunstâncias em que nasceu: fruto de experiências genéticas do governo americano, que sua mãe morrera no parto e que possuia um irmão gêmeo não-idêntico, mandado a um orfanato em Los Angeles. Julius parte em busca do irmão e consegue localizá-lo preso numa delegacia. Mesmo pagando a fiança de sua soltura, Vincent (DeVito) que é um baixinho charlatão não acredita na história de Julius. Porém, como este o livra da pressão de seus credores, os irmãos Klane, o tolera momentaneamente. Pouco a pouco, Julius ganha a confiança de Vincent, ajundando-o involuntariamente a roubar um carro, a frequentar sua casa e conhecer sua namorada, Linda (Chloe Webb), e a irmã desta, Marnie (Kelly Preston), que se apaixona por Julius. Vincent descobre, por acaso, que no carro que roubara havia uma encomenda a ser entregue em Houston, cujo pagamento era milionário. Ele decide fazer a entrega em lugar do verdadeiro entregador, Webster, que ira em seu encalço. Entretanto, terá de levar junto nesta viagem Marnie, Linda e Julius, que agora quer encontrar a mãe. No caminho ele encontra o paradeiro da mãe através de um dos cientistas do projeto, Mitchell Traven. Porém a senhora que os atende no asilo indicado por Traven lhes informa que Mary Ann Benedict está morta. Vincent abandona os outros e parte sozinho para a entrega da encomenda. Recebe a quantia, é emboscado por Webster, mas Julius o salva. Este o convence a devolver a encomenda, que na verdade é um contrabando, e receber a recompensa. Ao ver a foto dos dois nos jornais a senhora do asilo, que é Mary Ann, se convence que eles são seus filhos e os reencontra.

## Elenco
- Arnold Schwarzenegger .... Julius Benedict
- Danny DeVito.... Vincent Benedict
- Kelly Preston.... Marnie Mason
- Chloe Webb.... Linda Mason
- Marshall Bell.... Webster
- Bonnie Bartlett.... Mary Ann Benedict
  - Heather Graham como a jovem Mary Ann (não creditada)
- David Caruso.... Al Greco
- Tony Jay.... Professor Werner/Narrador
- Nehemiah Persoff.... Mitchell Traven
- Trey Wilson.... Beetroot McKinley
- Maury Chaykin.... Burt Klane
- Tom McCleister.... Bob Klane
- David Efron.... Morris Klane
- Frances Bay....Madre Superiora
- Hugh O'Brian....Granger

## Recepção
Twins recebeu críticas variadas após seu lançamento. O filme foi um sucesso comercial, estreando como o filme número um nos Estados Unidos, arrecadando US$ 11 milhões no seu primeiro final de semana. Após o sucesso do filme, Reitman e Schwarzenegger se uniram novamente para Kindergarten Cop (1990) e novamente para Junior (1994), que também estrelou DeVito.

## Sequência
Em 2012, foi confirmado que o filme iria ganhar uma sequência, intitulada Triplets, com Eddie Murphy interpretando um terceiro gêmeo perdido.
Em 2021, Tracy Morgan foi anunciado como o 'terceiro gêmeo' pelo diretor Ivan Reitman, devido a outros compromissos na agenda de Murphy.